# Barry Unsworth
Pour les articles homonymes, voir Unsworth.
Barry Unsworth, né à Wingate dans le comté de Durham en 1930 et mort en Italie en 2012, est un romancier britannique. 
Membre de la Royal Society of Literature, il est co-lauréat du prix Booker en 1992.

## Biographie
Barry Unsworth naît en 1930 dans une cité minière du comté de Durham. Il obtient en 1951 un diplôme de premier cycle universitaire (undergraduate degree) de l'université de Manchester, où il étudie l'anglais. Au cours des années 1960, il enseigne à l'université nationale d'Athènes et à l'université d'Istanbul. Il écrit d'abord des nouvelles, rejetées par les éditeurs. Son premier roman, The Partnership, est publié en 1966. Par la suite, il se spécialise dans le roman historique. 
Deux de ses livres, Pascali's Island (en) en 1980 et Morality Play (en) en 1995, sont finalistes du prix Booker. Ils ont été adaptés à l'écran. Le prix Brooker lui est attribué en 1992 pour son roman historique Sacred Hunger (en). Il est membre de la Royal Society of Literature.

## Œuvre

### Romans policiers
- The Big Day (1976)
- Pascali’s Island (1980) (autre titre The Idol Hunter)
  - L Île de Pascali, Presses de la Renaissance, coll. « Les romans étrangers » (1987)  (ISBN 2-85616-475-7), réédition J'ai lu (1990)  (ISBN 2-277-22910-5)
- The Rage of the Vulture (1982)
- Stone Virgin (1985)
  - La Vierge de pierre, Presses de la Renaissance, coll. « Les romans étrangers » (1987)  (ISBN 2-85616-402-1), réédition J'ai lu (1988)  (ISBN 2-277-22458-8), réédition France Loisirs (2009)  (ISBN 978-2-298-01888-2)
- Morality Play (1995)
  - Une affaire de moralité, Éditions Albin Michel, coll. « Les Grandes traductions » (1996)  (ISBN 2-226-08607-2), réédition Le Grand Livre du mois (1996), réédition France Loisirs (1997)  (ISBN 2-7441-0505-8), réédition LGF, coll. « Le Livre de poche » no 14475 (1998)  (ISBN 2-253-14475-4)

### Autres romans
- The Partnership (1966)
- The Hide (1970)
- Mooncranker’s Gift (1973)
- Sugar and Rum (1988)
- Sacred Hunger (1991)
  - Le Nègre du paradis, Éditions Belfond (1994)  (ISBN 2-7144-3166-6), réédition Éditions Belfond, coll. « Littérature étrangère » (2001)  (ISBN 2-7144-3836-9)
- The Greeks Have a Word for It (1993)
- After Hannibal (1996)
  - Un été en Italie, Éditions Albin Michel (1999)  (ISBN 2-226-10817-3)
- Losing Nelson (1999)
  - La Folie Nelson, Éditions Belfond (2002)  (ISBN 2-7144-3876-8)
- The Songs of the Kings (2002)
  - Le Chant des rois, Calmann-Lévy (2006)  (ISBN 2-7021-3647-8)
- The Ruby in Her Navel (2006)
  - Le Joyau de Sicile, Éditions de l'Archipel (2008)  (ISBN 978-2-8098-0062-3), réédition Éditions de l'Archipel, coll. « Archipoche » (2010)  (ISBN 978-2-35287-169-9)
- Land of Marvels (2009)
- The Quality of Mercy (2011) sequel de Sacred Hunger